# 穆隆古希大坝
穆隆古希大坝（Mulungushi Dam）位于赞比亚卡布韦东南部约50千米处，由布罗肯山开发公司建造。与东北部的米塔山大坝相辉映。大坝现由伦塞姆富瓦水电公司管理，该公司同时管理伦塞姆富瓦河上的一座水电站。
大坝形成了约20公里长，2到3公里宽的湖泊。